# D 120 (Türkei)
Die Straße D 120 (Devlet yolu 120) ist eine 25 km lange Straße in der europäischen Türkei. Sie verbindet die Straße D 550 (Europastraßen 90 und 87) ausgehend vom Norden der Halbinsel Gelibolu (Gallipoli) mit Şarköy am Nordufer des Marmarameers, wo sie auf die D 555 trifft und endet.